# Castelgomberto
Castelgomberto (deutsch veraltet: Gumpertsburg) ist eine norditalienische Gemeinde (comune) mit 6113 Einwohnern (Stand 31. Dezember 2023) in der Provinz Vicenza in Venetien. Die Gemeinde liegt etwa 12 Kilometer von Vicenza. Westlich der Gemeinde fließt der Agno.

## Verkehr
Bis 1980 war Castelgomberto noch an das Tramnetz von Vicenza angeschlossen, bis dieses schließlich stillgelegt wurde. Heute durchzieht die Gemeinde die frühere Strada Statale 246 di Recoaro (heute: Provinzstraße).